# 순정 (장덕의 음반)
《순정》은 대한민국의 여성 싱어송라이터 장덕의 두번째 솔로 음반이자 두번째 컴필레이션 음반이다. 타이틀곡 <순정>을 포함한 다섯 곡의 신곡과 장덕의 데뷔음반 《첫사랑》으로부터 두 곡, 현이와 덕이로서 발표한 음반 《순진한 아이》로부터 네 곡을 수록하고 있다. 장덕은 이 음반 이후 재혼하여 미국으로 이민 가 살고 있는 어머니의 간곡한 부름으로 미국으로 들어가게 되고(1980년 10월이었다.  장덕은 어머니의 부름에 계속해서 응답을 하지 않았지만 어느날 새어머니가 장덕을 짝사랑 하던 박정희 대통령의 아들 박지만과 선을 보게 하고 결혼을 시키려 하자 어린 나이에 겁을 먹고 도망치듯 빠져나와 어머니가 살고 있는 미국 테네시 주의 내쉬빌로 들어가게 된다.) 벨몬트 칼리지 음악과에 입학, 유학생활을 시작하게 된다. 그리고 얼마 후 장덕은 내쉬빌 연말파티에 참석하게 되었는데(1980년 12월) 한인회 회장의 부탁으로 내쉬빌 내의 유일한 가족밴드 밴드 리 패밀리를 도와주게 되고 이들 형제들 중 이승언이라는 남자와 가까워 져 점점 깊은 관계로 발전하게 되었고(이 사이 장덕은 비싼 등록금으로 인해 벨몬트 칼리지 음악과에서 테네시 주립 대학교로 옮겨 실용음악을 전공, 작곡 공부를 하게 된다.), 1981년 10월 더 많은 사람들을 만나며 대학 졸업 후 결혼하라는 어머니의 충고에도 그동안 자신을 아껴주던 이승언과 결혼을 하게 된다. 결혼 후 장덕은 리 페밀리의 일원으로서 밴드 활동을 하며 한인회의 각종 행사에 참여하였다(장덕은 리 페밀리 내에서 음악적인 리더 역할을 하였고 퍼스트기타와 보컬을 맡았다.). 하지만 시간이 갈 수록 장덕은  오빠 · 아버지의 얼굴을 떠 올렸고 한국에서의 화려했던 가수생활을 그리워 하게 된다. 그리고 결국 1983년 10월 고국으로 귀국을 하게 되며 첫 솔로 정규음반 《날 찾지 말아요》를 발표하게 된다.

## 곡 목록
다음 곡 목록은 LP 기준이며 모든 곡들이 장덕에 의해 작사 · 작곡 되었다.
Side one
1. "순정" (장덕 작사 / 장덕 작곡) - 02:46
2. "진실한 사랑이라면" (장덕 작사 / 장덕 작곡) - 02:58
3. "우리" (장덕 작사 / 장덕 작곡) - 02:24
4. "정말" (Ver.2)" (장덕 작사 / 장덕 작곡) - 02:12 - 재수록 from 순진한 아이 '78 - 현이와 덕이
5. "나도 그래" (장덕 작사 / 장덕 작곡) - 02:08 - 재수록 from 첫사랑 '79)
6. "일기장" (장덕 작사 / 장덕 작곡) - 02:08 - 재수록 from 순진한 아이 '78 - 현이와 덕이

Side two
1. "만날수 없는 사람" (장덕 작사 / 장덕 작곡) - 02:52
2. "난 믿고 싶어요" (장덕 작사 / 장덕 작곡) - 02:52
3. "작은 소녀의 사랑이야기" (장덕 작사 / 장덕 작곡) - 03:47 - 재수록 from 순진한 아이 '78 - 현이와 덕이
4. "웃어봐요" (장덕 작사 / 장덕 작곡) - 02:40 - 재수록 from 첫사랑 '79
5. "귀여운 사랑" (장덕 작사 / 장덕 작곡) - 02:19 - 재수록 from 순진한 아이 '78 - 현이와 덕이